# Cader Idris
Der Cader Idris [ˈkadər 'ɪdrɪs] oder Cadair Idris [ˈkadaɨr 'ɪdrɪs] ⓘ ist ein langgezogener Bergrücken in Gwynedd, Wales (Großbritannien). Er liegt in der Nähe der Kleinstadt Dolgellau im Süden der Snowdonia-Region und gehört zum 1951 gegründeten Eryri-Nationalpark; der höchste seiner vielen Gipfel ist mit 893 m der Penygadair [ˈpɛn əˈɡadaɨr] ⓘ. Der Cader Idris ist in Wales einer der populärsten Berge und der neunthöchste Marilyn.

## Name
Das walisische Wort cadair bedeutet ‚Sitz‘ oder ‚Sessel‘; es kann auch für einen Felsen oder Hügel verwendet werden, dessen Form an einen Sessel erinnert. Abgeleitet ist das Wort (ebenso wie englisch chair) vom gleichbedeutenden lateinischen cathedra,  welches wiederum auf altgriechisch καθέδρα kathédra zurückgeht (vgl. Kathedrale). – Cader ist die lokale Aussprachevariante. Die Parkbehörde des Eryri-Nationalparks verwendet seit 2016 offiziell diese Schreibweise.
Cadair Idris ist der ‚Sitz des Idris‘ – eines Riesen, welcher der Sage nach in Poesie, Astronomie und Philosophie bewandert war. Man stellte sich seinen Sessel im Gelände offenbar dort vor, wo sich der Llyn y Gadair [ˈhlɪn əˈɡadaɨr] befindet, der ‚See des Sitzes‘. Der Name des Hauptgipfels, Penygadair bzw. Pen-y-gadair, bedeutet ‚Kopf‘ oder ‚höchster Punkt des Sessels‘.

## Geologie und Geographie

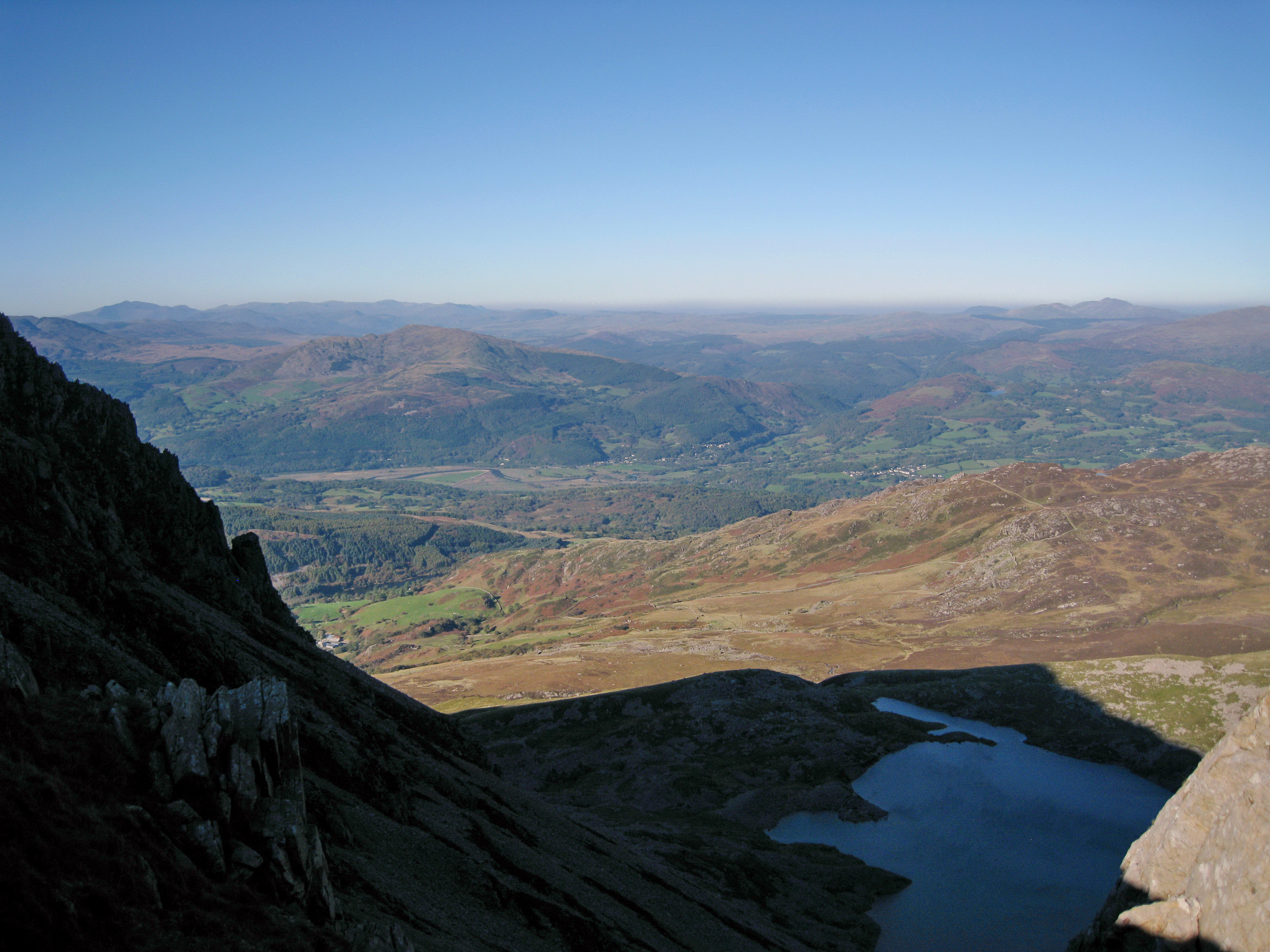
Blick vom Cader Idris gegen Norden: Llyn y Gadair, das Tal des Flusses Mawddach und Snowdon (links am Horizont)

Der Cader Idris gehört, wie auch der Snowdon weiter nördlich, zu den sehr alten walisischen Gebirgsketten vulkanischen Ursprungs. Infolge intensiver glazialer Umformung haben sich scharfe Grate gebildet. Außerdem sind Trogtäler und Karseen wie der Llyn y Gadair und der Llyn Cau [ˌhlɪn ˈkaɨ] (‚eingeschlossener See‘) entstanden, was dem Cader Idris und auch der umliegenden Bergwelt Hochgebirgscharakter verleiht. Gut erkennbar sind die Spuren des Gletscherschliffes an den Felsen, die als Rundhöcker bezeichnet werden (siehe Bild weiter unten).
Der Tal-y-llyn-See [ˌtæləˈhlɪn] (walisisch: Llyn Myngul) am Südfuß des Cader Idris entstand in einem Trogtal; er wurde aber erst nach dem Rückzug des Gletschers durch einen Bergsturz aufgestaut. Dem See entspringt der kleine Fluss Dysynni, der ca. 4 km weiter südwestlich durch einen zweiten Bergsturz gezwungen wurde, seinen Lauf nach Nordwesten zu lenken; im benachbarten Tal fließt er dann wieder nach Südwesten, der Küste entgegen. Das weite Tal des Flusses Mawddach nördlich des Cader Idris wurde durch einen Gletscher so tief ausgehoben, dass nach dessen Rückzug am Ende der letzten Eiszeit ein Ästuar (englisch: estuary ['estʃuəri]) entstand. Über diesem bei Flut in einen Fjord verwandelten Tal erhebt sich die schroffe Nordwestflanke des Cader Idris; beide Elemente tragen zum markanten landschaftlichen Gesamteindruck bei.

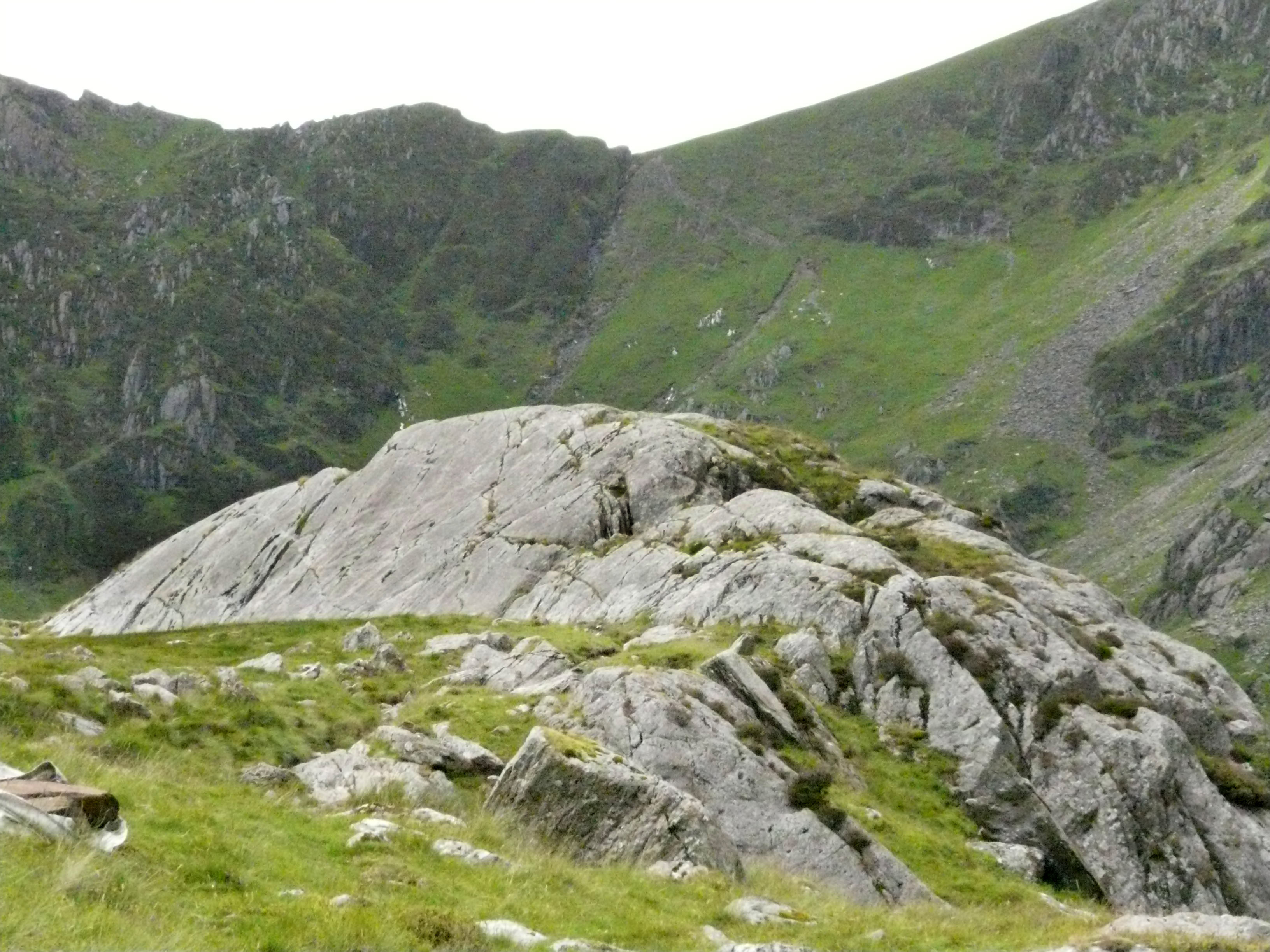
Rundhöcker in der Nähe des Llyn Cau
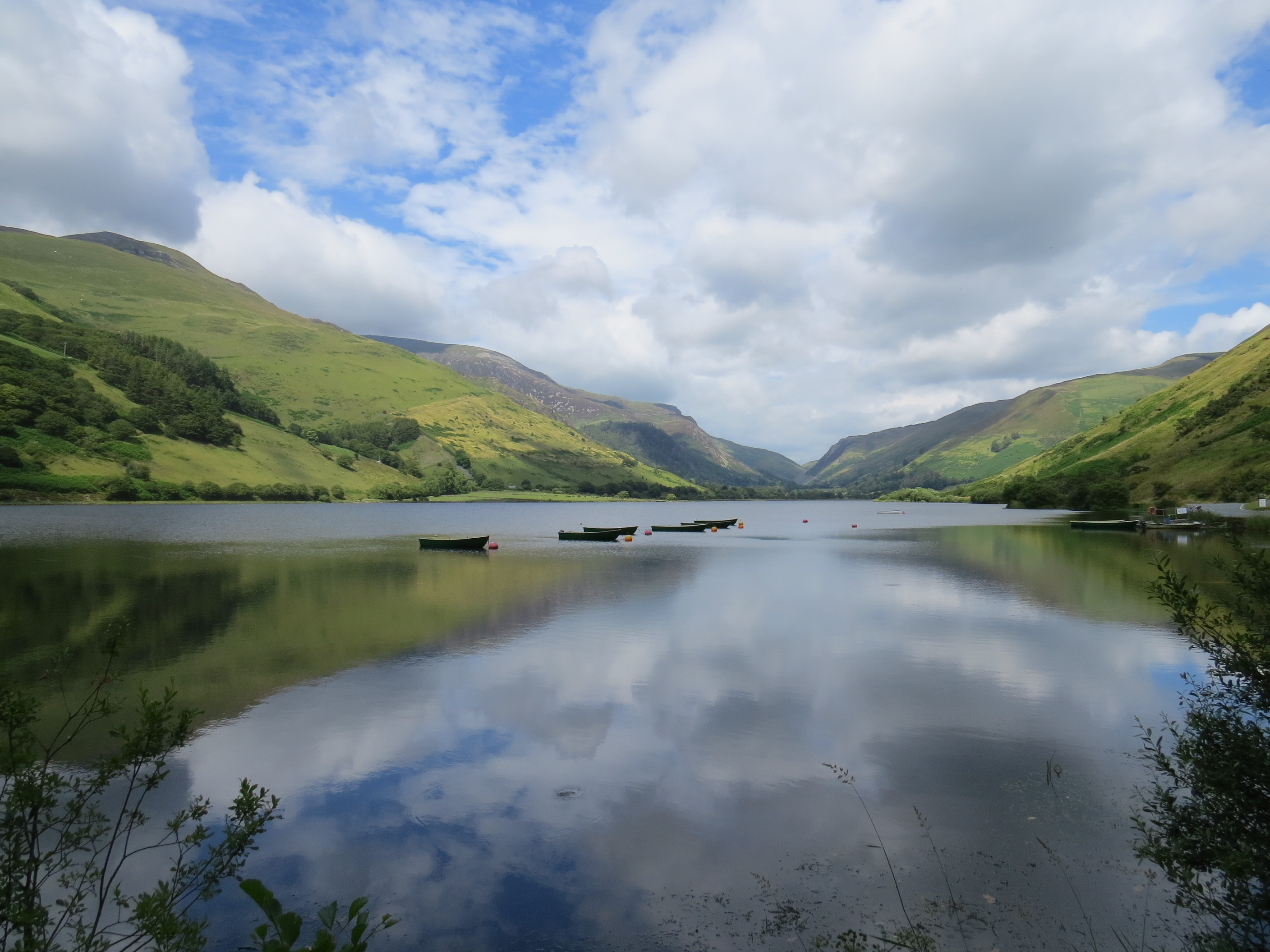
Tal-y-llyn-See am Südfuß des Cader Idris
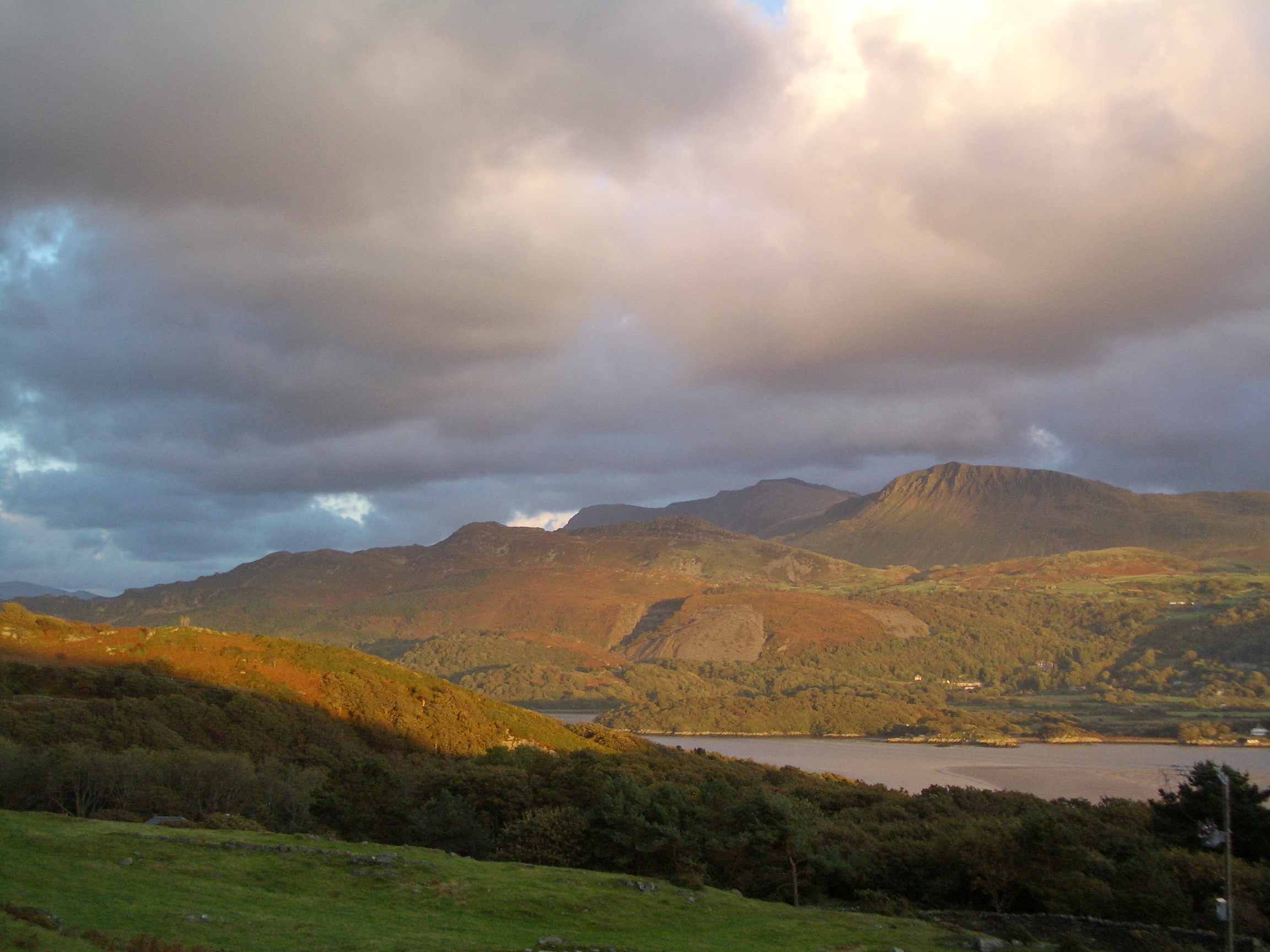
Cader Idris über dem Mawddach Estuary

Am Nordfuß des Cader Idris, etwa 5 km vom Hauptgipfel Penygadair entfernt, liegt die Kleinstadt Dolgellau mit ca. 2600 Einwohnern (Stand 2021). An der Mündung des Mawddach, etwa 10 km westlich des Cader Idris, liegen Barmouth (auf der Nordseite der Mündung, ca. 2100 Einwohner) und Fairbourne (auf der Südseite, rund 700 Einwohner).
Südwestlich des Tal-y-llyn-Sees, in der Nähe des kleinen Dorfes Abergynolwyn, wurde von 1847 bis 1946 Schiefer abgebaut. Um die Steinplatten zur Ortschaft Tywyn an der Küste zu transportieren, wurde die Talyllyn-Schmalspurbahn gebaut, die 1866 ihren Betrieb aufnahm. Seit 1951 verkehrt sie als Museumsbahn.

## Die Gipfel des Cader Idris

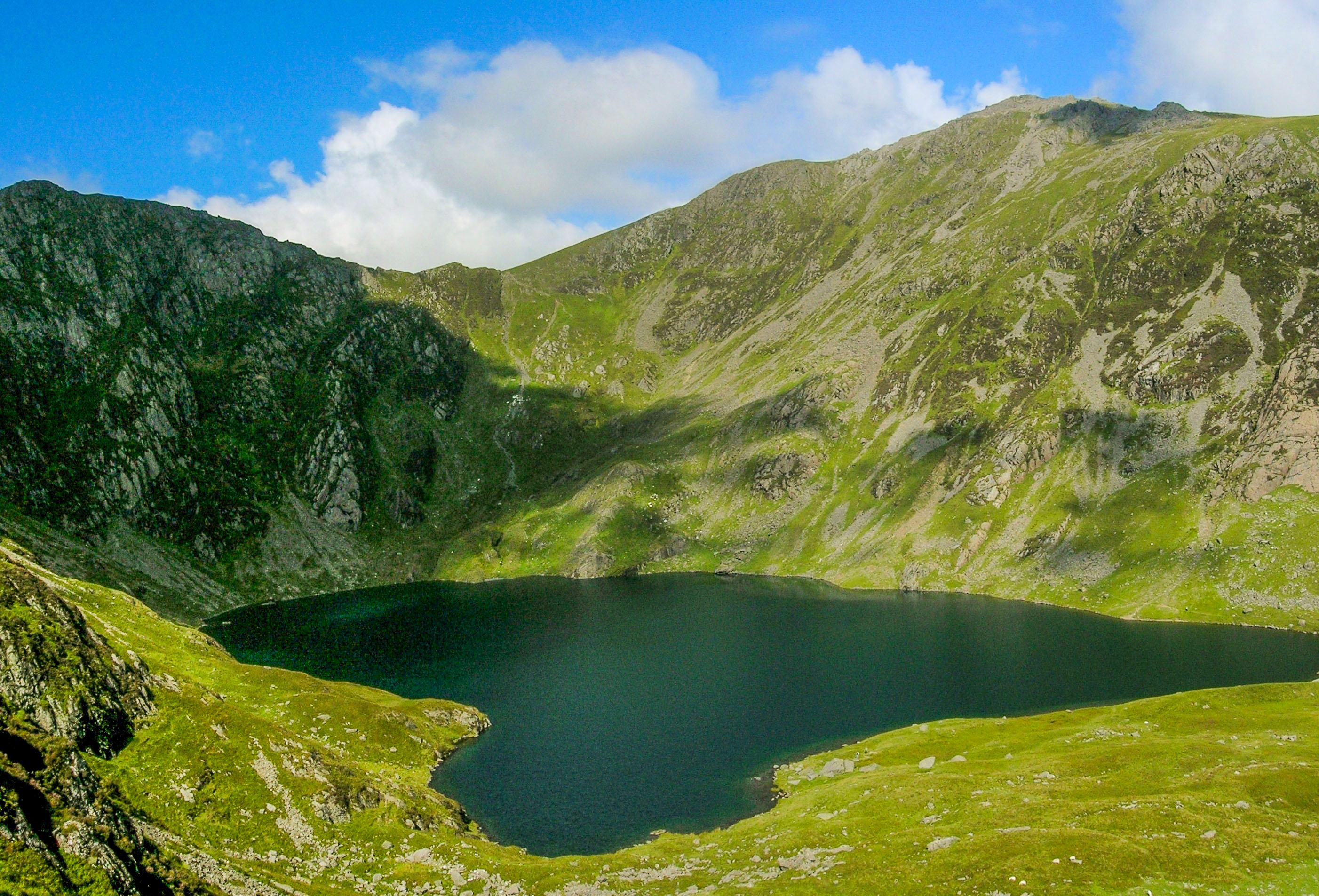
Llyn Cau, rechts der Hauptgipfel Penygadair, am linken Bildrand der Gipfel des Craig Cwm Amarch

| Gipfel                       | Höhe  | Schartenhöhe |
| ---------------------------- | ----- | ------------ |
| Penygadair                   | 893 m | 608 m        |
| Mynydd Moel                  | 863 m | 67 m         |
| Cyfrwy                       | 811 m | 36 m         |
| Craig Cwm Amarch             | 791 m | 79 m         |
| Gau Graig                    | 683 m | 25 m         |
| Craig-Las (Tyrrau Mawr)      | 661 m | 101 m        |
| Craig-y-llyn                 | 622 m | 136 m        |
| Craig Cwm-llwyd (Braich Ddu) | 546 m | 52 m         |
| Esgair Berfa                 | 507 m | 78 m         |
| Trawsfynydd                  | 493 m | 38 m         |
| Pen y Garn                   | 459 m | 69 m         |
| Foel Ddu                     | 448 m | 130 m        |
| Allt-Iwyd                    | 392 m | 59 m         |
| Foel Cae'rberllan            | 380 m | 211 m        |

## Aufstieg

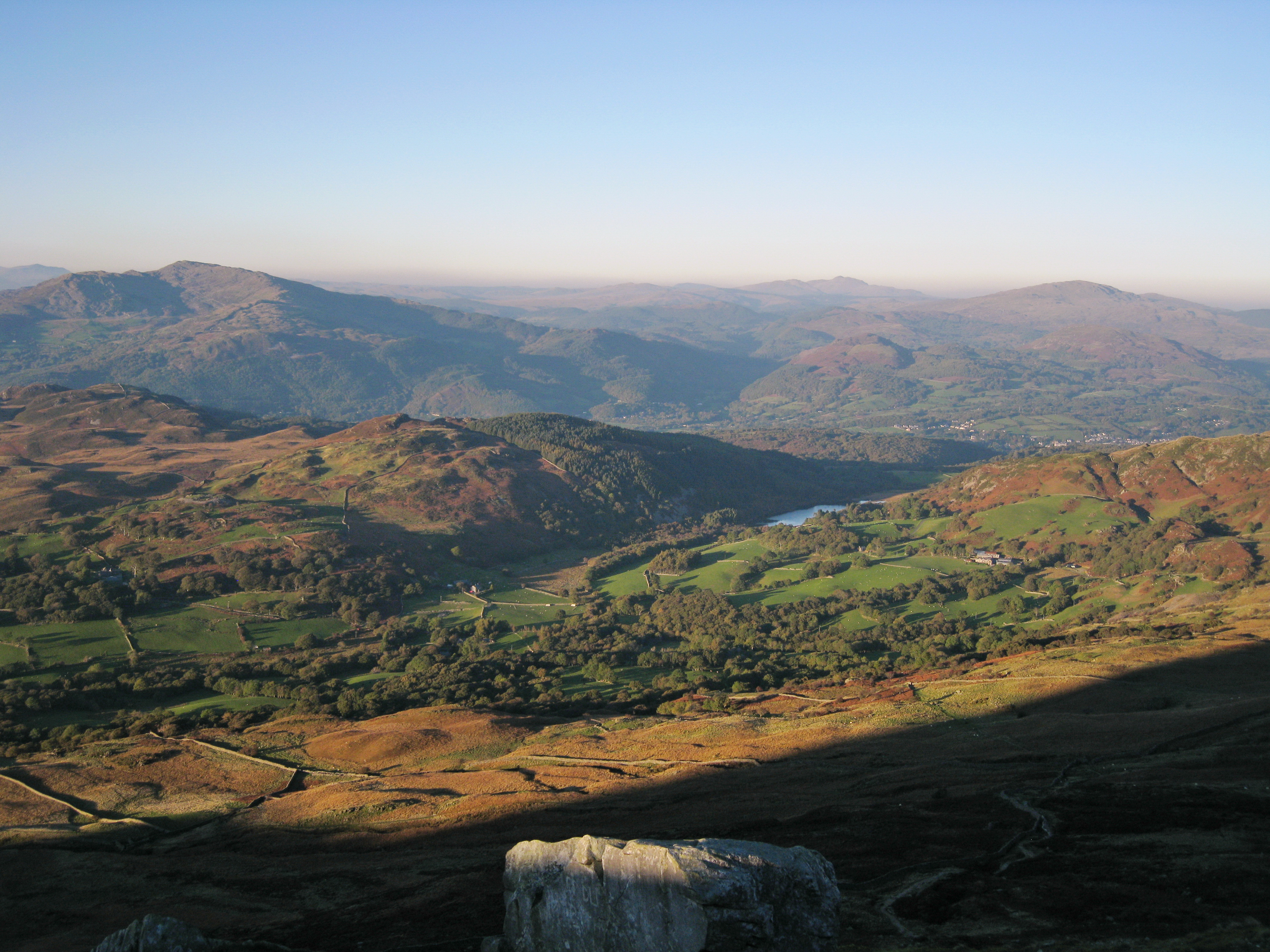
Blick vom Pony Path gegen Norden; am Horizont über dem See Llyn Gwernan der Arenig Fawr (854 m)

Der Aufstieg ist über verschiedene Pfade möglich, von Norden, von Südosten oder Südwesten. Der bekannteste und meistbegangene ist der Pony Path. Er führt auf der Nordseite des Cader Idris von Dolgellau (bzw. von einem Parkplatz südwestlich des kleinen Sees Llyn Gwernan) auf den Gipfel und gilt als die leichteste Route. Der im oberen Bereich äußerst steile Fox's Path führt von Norden direkt auf den Penygadair; wegen Geröll ist er stellenweise schwer begehbar. Der Minffordd Path beginnt nordöstlich des Tal-y-llyn-Sees am Südfuß des Cader Idris, beim Minffordd Hotel. Er führt oberhalb des Llyn Cau vorbei und ist landschaftlich noch abwechslungsreicher, aber auch etwas beschwerlicher als der Pony Path.
Von Südwesten führt ein längerer Weg zum Cader Idris. Er beginnt in Llanfihangel-y-pennant, der Heimat von Mary Jones (siehe nächsten Abschnitt), in der Nähe der Burgruine Castell y Bere.

## Cader Idris in der Kunst und Literatur

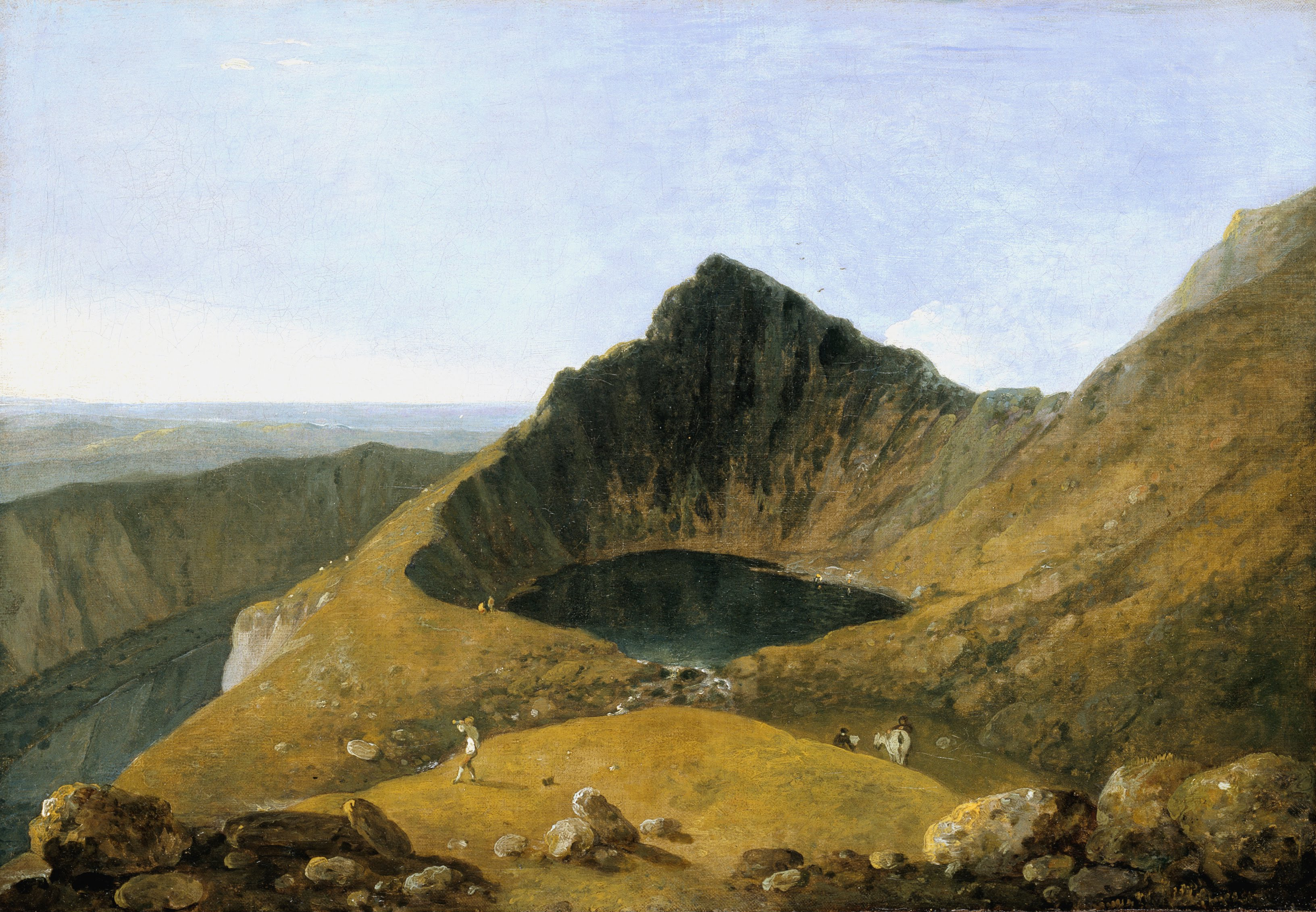
Richard Wilson: Llyn-y-Cau, Cader Idris, um 1770 (Tate Gallery)

Der erste Künstler, der den Cader Idris nicht nur bestieg, sondern den an einen Kratersee erinnernden Llyn Cau unterhalb des Hauptgipfels auch malte, war Richard Wilson um 1770; das Gemälde hängt in der Tate Gallery. Es entsprach dem damals aufkommenden Interesse an erhabenen, Ehrfurcht einflößenden Landschaften sowie an walisischer Kultur. Bemerkenswert ist die Figur eines Menschen, der die beeindruckende Szenerie durch ein Fernrohr betrachtet. – Richard Wilson oder einem seiner Schüler zugeschrieben wird ein weiteres Gemälde; es zeigt das Tal des Flusses Mawddach nördlich von Dolgellau, mit dem Cader Idris im Hintergrund (siehe Abbildungen am Ende dieses Absatzes). Aus ähnlichem Blickwinkel zeichnete William Turner of Oxford das Mawddach-Tal und den Cader Idris um 1850; er gab die Landschaft aber äußerst dramatisch wieder, mit eindrücklichen Effekten von Licht und Nebel über dem Bergmassiv (siehe Abbildung weiter unten). John Sell Cotman zeichnete um 1802 das Mawddach Estuary weiter südwestlich, nahe der Mündung des Flusses, ebenfalls vor dem Hintergrund des Cader Idris. Stellvertretend für zahlreiche weitere Darstellungen des Berges sei schließlich ein Werk aus dem 20. Jahrhundert erwähnt: Cader Idris, North Wales (1918) von Herbert Hughes-Stanton (1870–1937). Hier steht der Cader Idris düster über der ländlichen Szene.

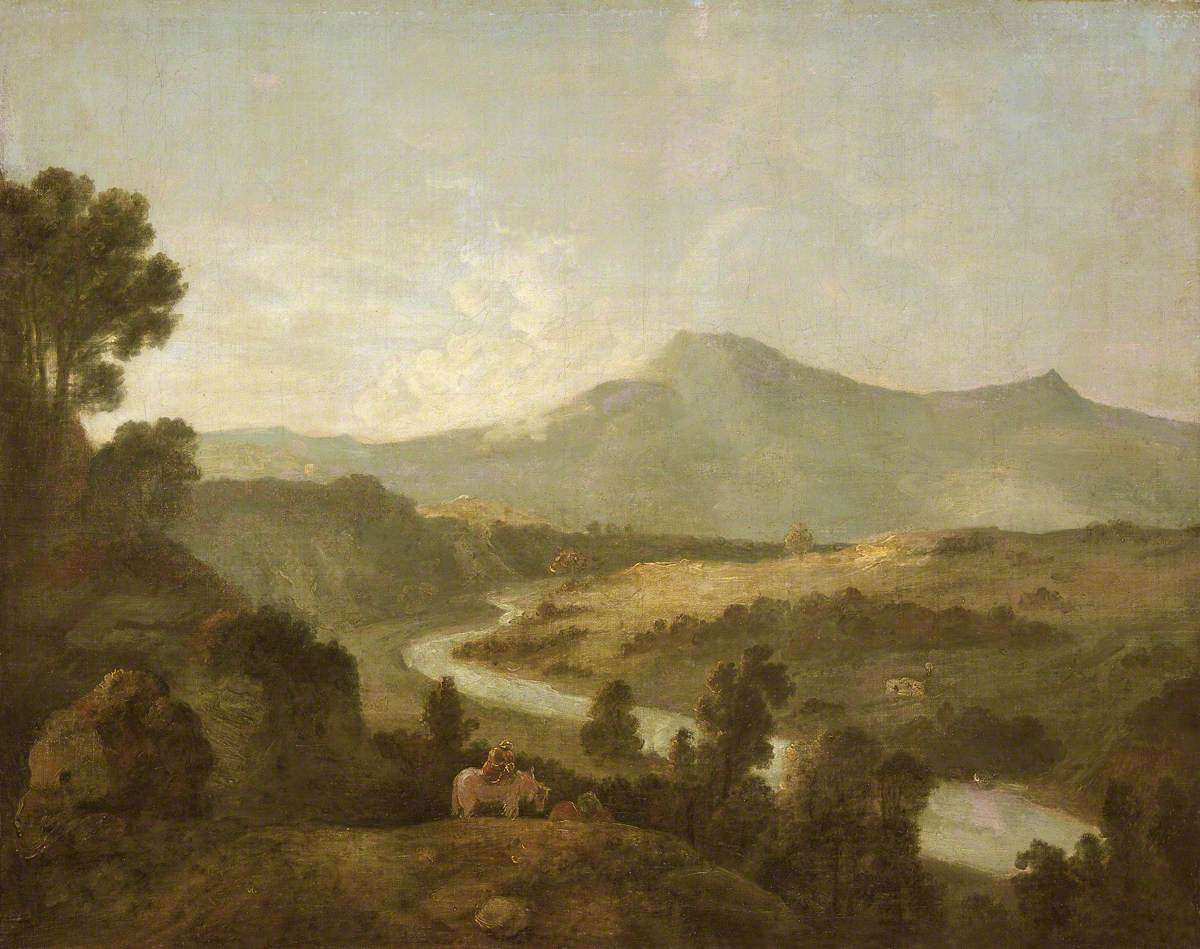
Valley of the Mawddach with Cader Idris (National Museum Cardiff)
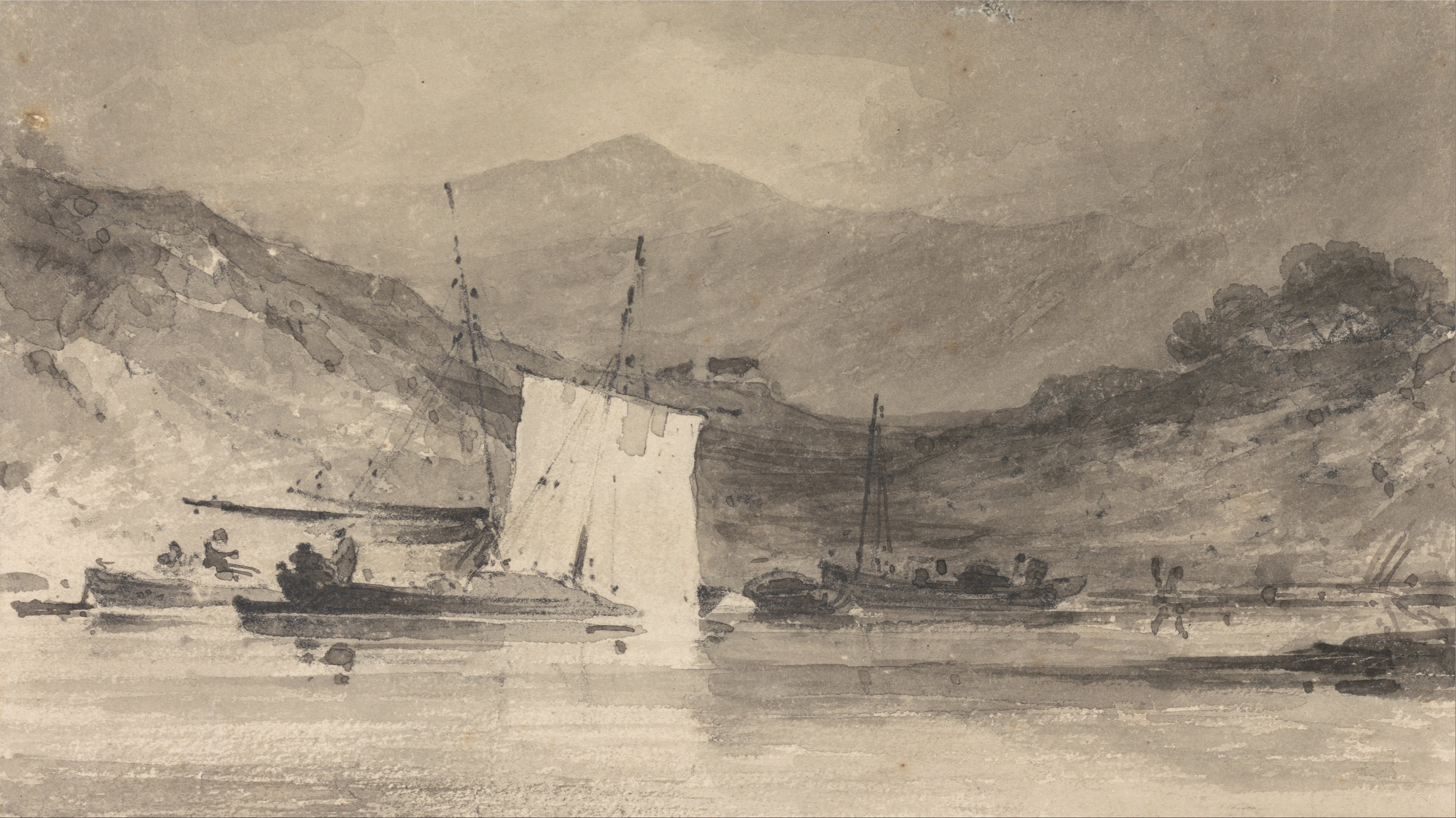
John Sell Cotman: Cader Idris from the Mawddach Estuary above Barmouth, um 1802
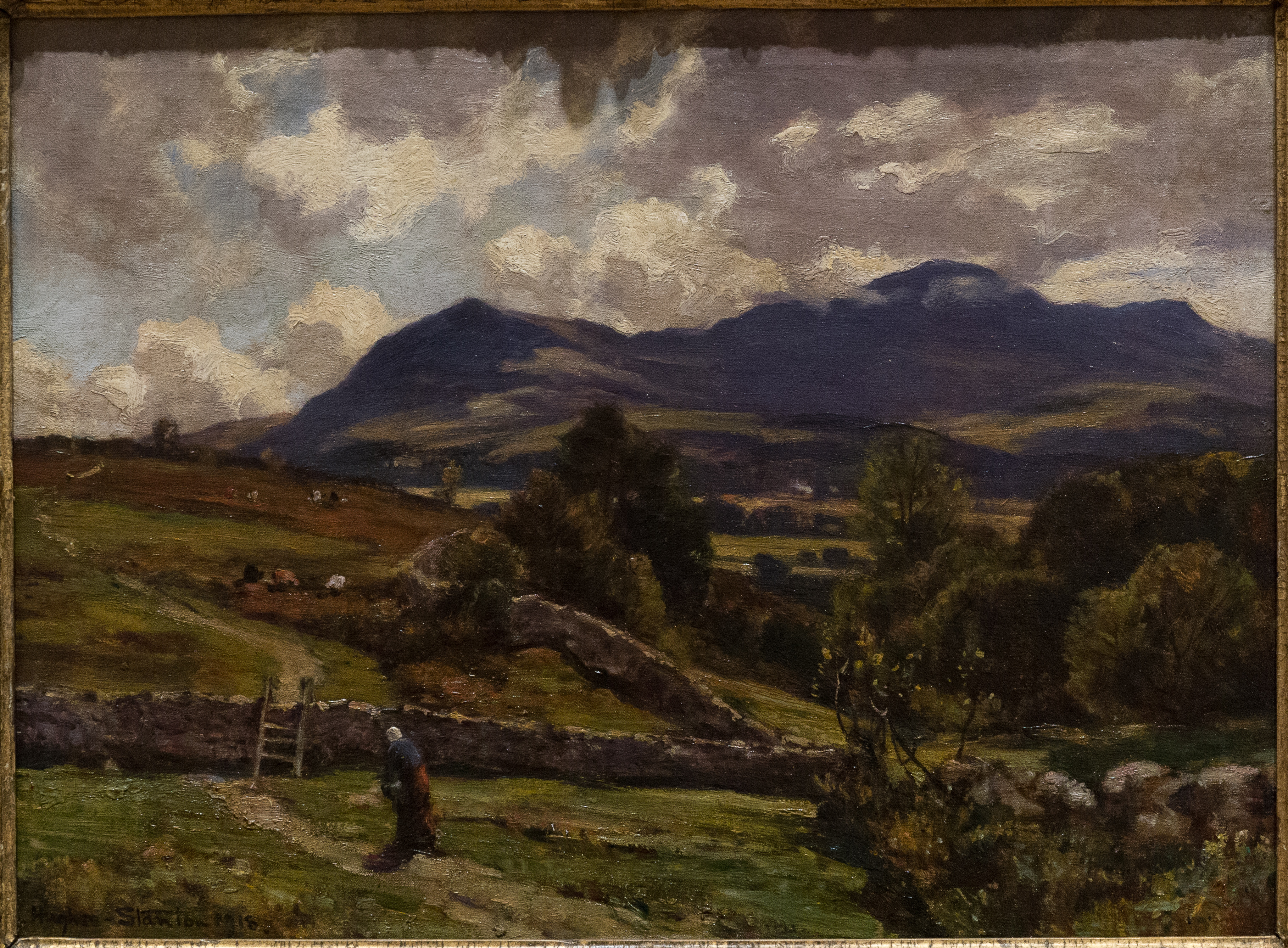
Herbert Hughes-Stanton: Cader Idris, North Wales, 1918

Um 1600 schrieb Siôn Dafydd Rhys (John David Rhys), auf dem Cader Idris habe einst Idris Gawr gelebt, der Riese Idris. Er habe als König über drei weitere Riesen geherrscht, die auf benachbarten Bergen zu Hause gewesen seien. Auf dem Gipfel des Cader Idris gebe es eine Geländeform, die an ein riesiges Bett aus Steinen erinnere, genannt „Bett des Idris“; wahrscheinlich sei es das Grab des Riesen. Wer sich dort hinlege und schlafe, werde entweder ein hervorragender Dichter – oder er verliere den Verstand. In einer Sammlung walisischer Triaden, die Edward Williams 1807 veröffentlichte, wird Idris Gawr als einer von drei Astronomen erwähnt, welche die Zukunft bis zum Jüngsten Tag vorhersagen konnten.

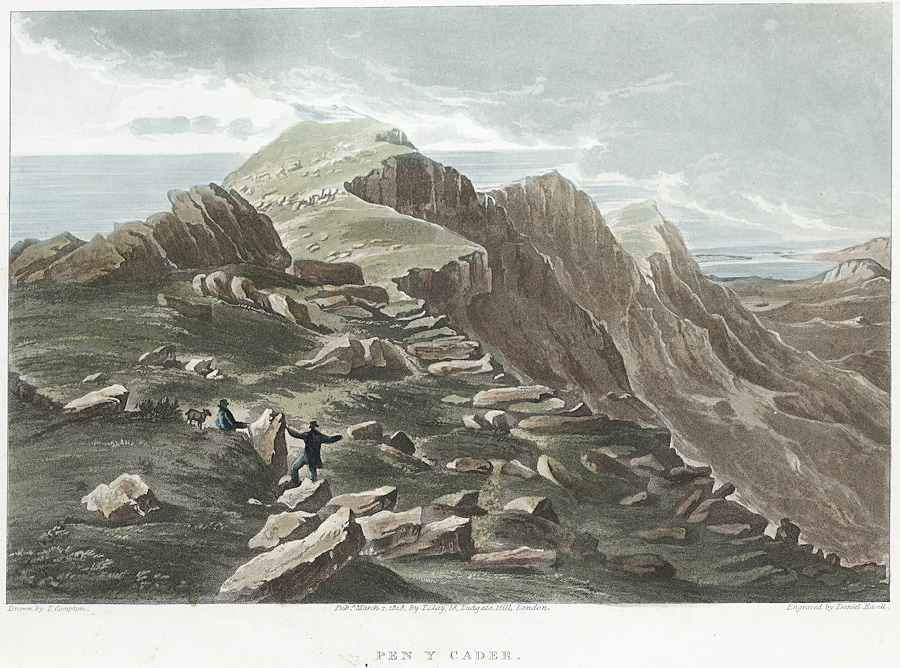
Pen y Cader (Radierung, 1818)

William Turner of Oxford: A View from Moel Cynwich: Looking Over the Vale of Afon Mawddach and Toward Cader Idris, um 1850 (Cleveland Museum of Art)

Julius Rodenberg (1856) und Johann Jakob Honegger (1883) widmeten dem Cader Idris längere Passagen in ihren Reiseberichten. Rodenberg gab zwei Idris-Geschichten wieder: Drei „gigantische Steine“ am Ufer eines Sees unterhalb des Cader Idris würden als „die drei Sandkörner“ (tri Greicnyn) bezeichnet, welche der Riese aus seinen Schuhen entfernt und dorthin geworfen habe. Und:

„Auf der genannten Bergkuppe [des Cader Idris] wird ein Stein gezeigt, welcher der Sitz des sagenberühmten Riesen, Astrologen und Barden Idris (aus dem 3. oder 4. Jahrhundert) gewesen sein soll. Wer eine Nacht auf diesem Stein schläft, wird mit poetischem Genius begabt.“

Ein Dichter, der das Experiment „von Ruhmbegierde getrieben“ gewagt habe, sei allerdings danach wahnsinnig geworden. – Honegger war fasziniert vom wallenden Nebel:

„Im reichbewaldeten Thal zwischen den Flüßchen Aran und Wnion am Fuße des majestätischen Cader Idris, ist Dolgelly [Dolgellau] Centralpunkt einer ansehnlichen Reihe von prachtvollen Excursionen. (…) Die Sonne hatte sich heut in einen dichten Schleiher gehüllt, graue Nebelwolken flogen auf und ab, einen Höhenzug um den andern, Gelände um Gelände umflorend; wir stiegen langsam der höhern Bergregion entgegen, und ebenso langsam, Schritt um Schritt, sanken die Nebeldecken auf unsere Schultern herab und entluden sich endlich in schweren, secundenweis fallenden Tropfen. Ich habe selten mit den reich wechselnden Schattierungen der Lichttöne in so klar abzumessenden Zeitmomenten ein grandioses Nebelbild sich verdichtend, rings uns einhüllend, sich zusammenziehen und, wenn wir wieder tiefer stiegen, ebenso gemessen sich lichten und lösen sehen, als wirkten da oben an ihren luftigen Florgewänden geschäftige Feenhände. Es war etwas Mysteriös-Bestrickendes, Geheimnisvolles in dem stillen Thun.“

Der sagenumwobene und oft wolkenverhangene Cader Idris ist auch Schauplatz von Fantasy-Romanen des 20. und 21. Jahrhunderts. In Susan Coopers The Grey King (1975) erscheint die Titelfigur – eine böse Macht – in der Gestalt von drohenden Wolken an den Hängen über dem Tal-y-llyn-See. Mit der Figur des „Grauen Königs“ greift Cooper walisische Sagen um Brenin Llwyd auf, der in graue Wolken und Nebel gehüllt den Snowdon, den Cader Idris und andere hohe Berge heimsucht: Er bringt den Menschen Verderben, die in seine Fänge geraten. – In Cassandra Clares Clockwork Princess (2013) wird die entscheidende Schlacht zwischen den Protagonisten und ihren Gegenspielern auf dem Cader Idris ausgetragen.
Mary Jones lebte im Dorf Llanfihangel-y-pennant am Südfuß des Cader Idris. Sie wanderte im Jahr 1800 als 15-jähriges Mädchen barfuß nach Bala (42 km entfernt), um eine Bibel zu kaufen. Zuvor hatte sie mehrere Jahre lang sparen müssen, um den Kaufpreis aufzubringen.